# Menskirch
Menskirch est une commune française située dans le département de la Moselle et le bassin de vie de la Moselle-Est, en région Grand Est.

## Géographie

### Communes limitrophes
| Kemplich | Saint-François-Lacroix |         |
|          | Menskirch              | Bibiche |
| Dalstein | Chémery-les-Deux       |         |

### Hydrographie
La commune est située dans le bassin versant du Rhin au sein du bassin Rhin-Meuse. Elle est drainée par le ruisseau l'Anzelingerbach.
Le ruisseau l'Anzelingerbach, d'une longueur totale de 14,8 km, prend sa source dans la commune de Monneren et se jette  dans la Nied à Anzeling, face à la commune de Holling, après avoir traversé six communes.

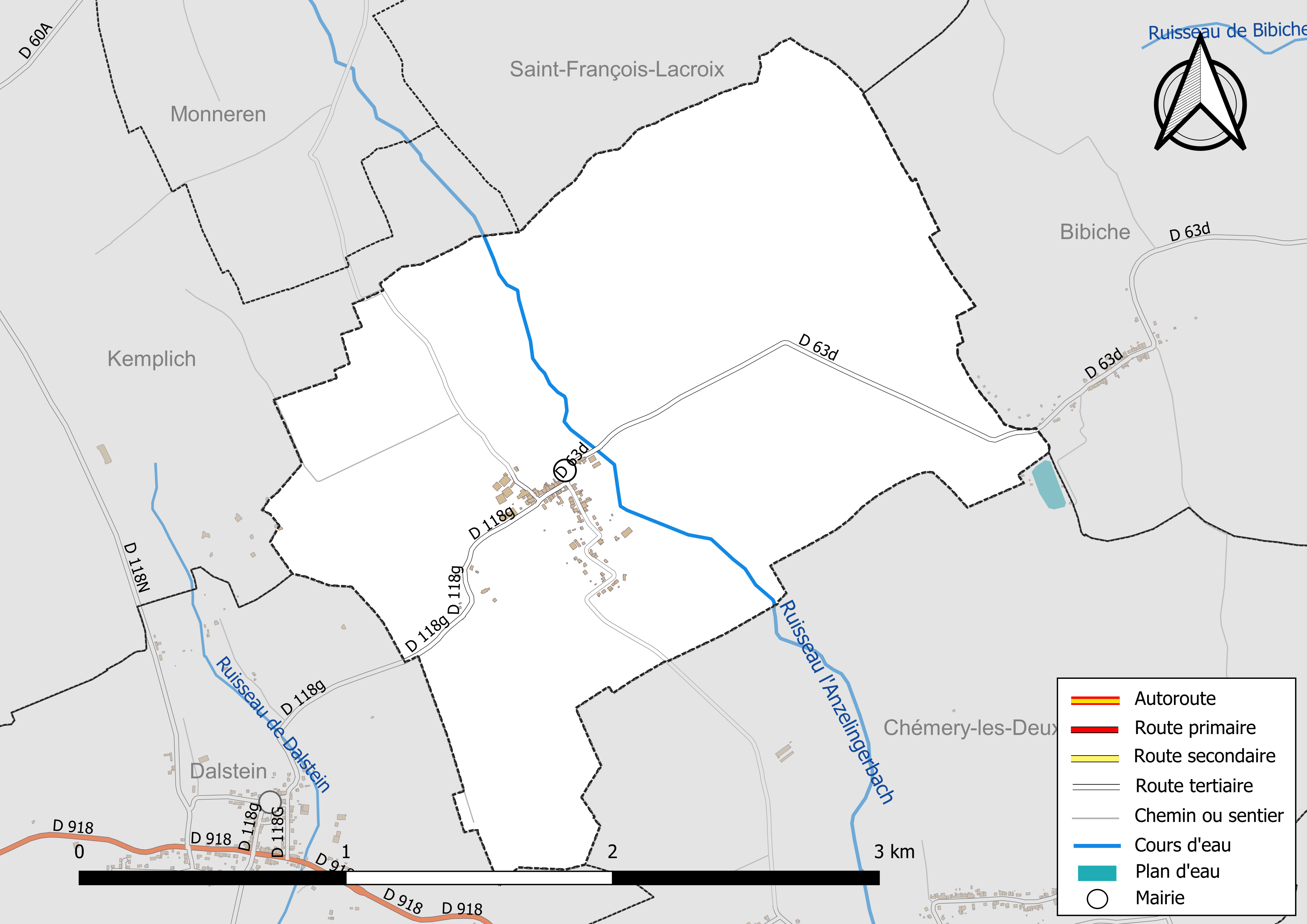
Réseaux hydrographique et routier de Menskirch.

La qualité du ruisseau l'Anzelingerbach peut être consultée sur un site spécial géré par les agences de l’eau et l’Agence française pour la biodiversité.

### Climat
Pour des articles plus généraux, voir Climat du Grand Est et Climat de la Moselle.
En 2010, le climat de la commune est de type climat des marges montargnardes, selon une étude du Centre national de la recherche scientifique s'appuyant sur une série de données couvrant la période 1971-2000. En 2020, Météo-France publie une typologie des climats de la France métropolitaine dans laquelle la commune est exposée à un climat semi-continental et est dans la région climatique  Lorraine, plateau de Langres, Morvan, caractérisée par un hiver rude (1,5 °C), des vents modérés et des brouillards fréquents en automne et hiver. 
Pour la période 1971-2000, la température annuelle moyenne est de 9,7 °C, avec une amplitude thermique annuelle de 16,8 °C. Le cumul annuel moyen de précipitations est de 825 mm, avec 12,3 jours de précipitations en janvier et 9,5 jours en juillet. Pour la période 1991-2020, la température moyenne annuelle observée sur la station météorologique de Météo-France la plus proche, « Malancourt », sur la commune d'Amnéville à 21 km à vol d'oiseau, est de 10,2 °C et le cumul annuel moyen de précipitations est de 884,1 mm. 
La température maximale relevée sur cette station est de 39,3 °C, atteinte le 25 juillet 2019 ; la température minimale est de −17,9 °C, atteinte le 5 janvier 1985,,. 
Les paramètres climatiques de la commune ont été estimés pour le milieu du siècle (2041-2070) selon différents scénarios d'émission de gaz à effet de serre à partir des nouvelles projections climatiques de référence DRIAS-2020. Ils sont consultables sur un site spécial publié par Météo-France en novembre 2022.

## Urbanisme

### Typologie
Au 1er janvier 2024, Menskirch est catégorisée commune rurale à habitat dispersé, selon la nouvelle grille communale de densité à sept niveaux définie par l'Insee en 2022.
Elle est située hors unité urbaine. Par ailleurs la commune fait partie de l'aire d'attraction de Bouzonville, dont elle est une commune de la couronne,. Cette aire, qui regroupe 12 communes, est catégorisée dans les aires de moins de 50 000 habitants,.

### Occupation des sols
L'occupation des sols de la commune, telle qu'elle ressort de la base de données européenne d’occupation biophysique des sols Corine Land Cover (CLC), est marquée par l'importance des territoires agricoles (58,6 % en 2018), une proportion identique à celle de 1990 (58,6 %). La répartition détaillée en 2018 est la suivante : 
forêts (41,4 %), prairies (29,3 %), terres arables (19,2 %), zones agricoles hétérogènes (10,1 %). L'évolution de l’occupation des sols de la commune et de ses infrastructures peut être observée sur les différentes représentations cartographiques du territoire : la carte de Cassini (XVIIIe siècle), la carte d'état-major (1820-1866) et les cartes ou photos aériennes de l'IGN pour la période actuelle (1950 à aujourd'hui).

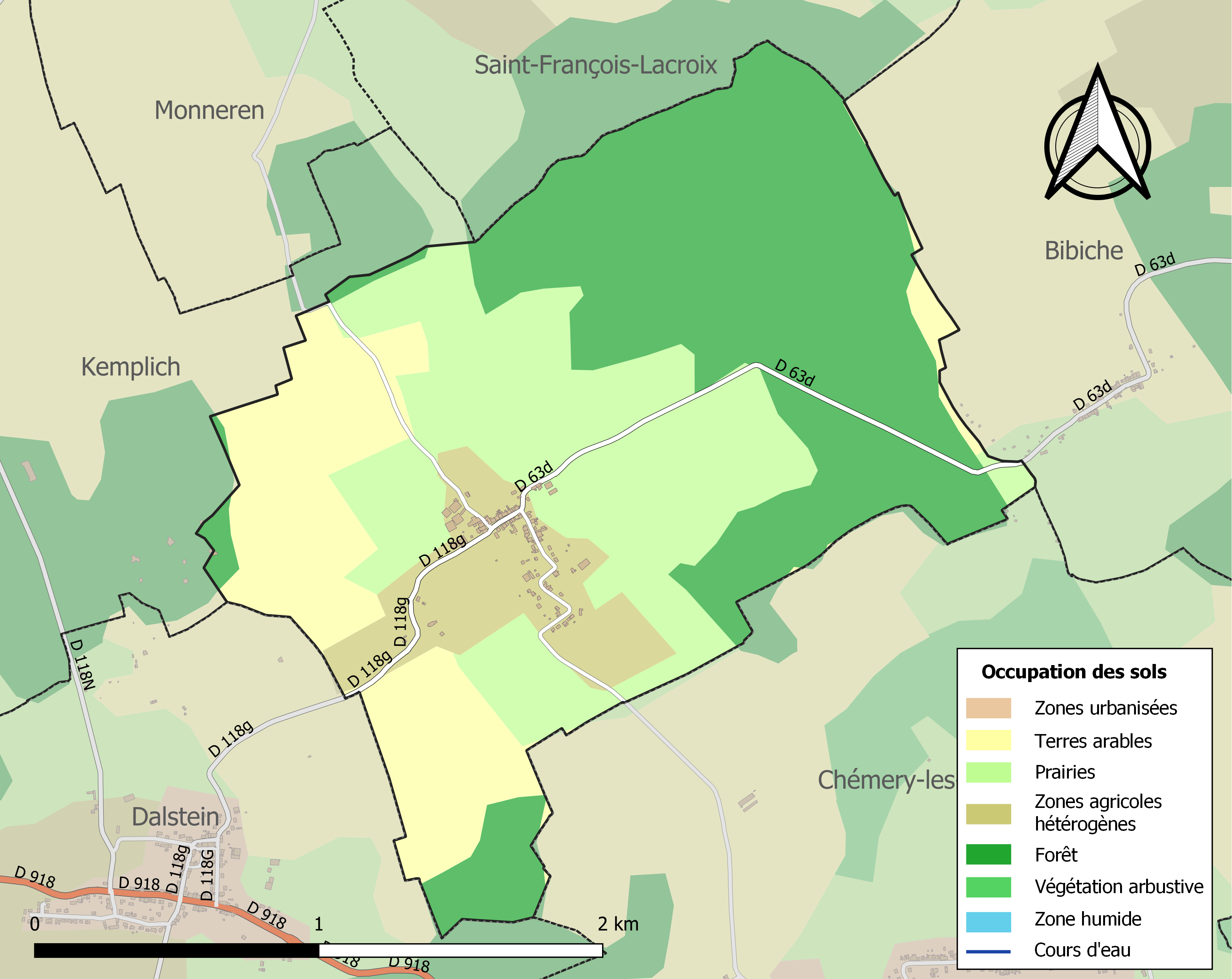
Carte des infrastructures et de l'occupation des sols de la commune en 2018 (CLC).

## Toponymie
- Manickirchen (1130), Menskircka (1336), Meniskirchen (1405), Minskirchen (1415), Menskirchen et Mensterichen (1544), Munskirchen (1610), Meinschkirchen et Meinchkirchen (1677), Mertkirch (1681), Menskirchen (1692 et XVIIIe siècle), Menskirich (1732), Meuskirg (1801)[14].
- En francique lorrain : Menschkérch et Menschkichen. En allemand : Menskirchen (1871-1918).

## Histoire
- Ancienne province de Lorraine, seigneurie de Sierck.
- Détruit au cours de la guerre de Trente Ans.
- Sur des cartes du XVIIIe siècle, la commune est mentionnée sous le nom francisé de Manquery.

## Politique et administration
| Période                                  | Période    | Identité        | Étiquette | Qualité |
| ---------------------------------------- | ---------- | --------------- | --------- | ------- |
| avant 1981                               | ?          | Louis Flaus     | PS        |         |
| 1983                                     | mars 1995  | Emile Schmit    | RPR       |         |
| mars 1995                                | avril 2018 | Serge Laurence  |           |         |
| mai 2018                                 | En cours   | Francis Grausem |           |         |
| Les données manquantes sont à compléter. |            |                 |           |         |

## Démographie
L'évolution du nombre d'habitants est connue à travers les recensements de la population effectués dans la commune depuis 1800. Pour les communes de moins de 10 000 habitants, une enquête de recensement portant sur toute la population est réalisée tous les cinq ans, les populations de référence des années intermédiaires étant quant à elles estimées par interpolation ou extrapolation. Pour la commune, le premier recensement exhaustif entrant dans le cadre du nouveau dispositif a été réalisé en 2007.

En 2022, la commune comptait 140 habitants, en évolution de −0,71 % par rapport à 2016 (Moselle : +0,52 %, France hors Mayotte : +2,11 %).
| 1800 | 1806 | 1926 | 1931 | 1936 | 1946 | 1954 | 1962 | 1968 |
| ---- | ---- | ---- | ---- | ---- | ---- | ---- | ---- | ---- |
| 210  | 270  | 172  | 247  | 148  | 120  | 110  | 122  | 84   |

| 1975 | 1982 | 1990 | 1999 | 2006 | 2007 | 2012 | 2017 | 2022 |
| ---- | ---- | ---- | ---- | ---- | ---- | ---- | ---- | ---- |
| 88   | 97   | 133  | 144  | 160  | 162  | 146  | 140  | 140  |

## Culture locale et patrimoine

### Lieux et monuments
- Église isolée Saint-Martin 1732 : chaire XVIIIe siècle ; restes d'une armoire eucharistique 150, statues volées.

### Héraldique
| Blason de Menskirch | Blason  | D'argent à l'église de gueules; chapé d'azur à deux fleurs de lys d'or. |
| Blason de Menskirch | Détails | Le statut officiel du blason reste à déterminer.                        |